# سيجا فيجنز
سيجا فيجنز (بالإنجليزية: Sega Visions)‏ هي مجلة ألعاب فيديو يقع مقرها بالولايات المتحدة، تركز على الألعاب المصممة لأجهزة ألعاب الفيديو مثل سيجا ماستر سيستم، سيجا جيم جير، ميجا درايف وميجا سي دي.